# Epoxy (Comic)
Epoxy ist ein 1968 erschienener frankobelgischer Comic mit erotischem Inhalt. Er bedeutete den Einstieg Jean Van Hammes in die Welt der Comics.

## Handlung
In der Nähe der griechischen Küste befindet sich die junge Epoxy auf Segeltour, wo sie nach einem Zusammenstoß mit dessen großer Yacht in die Hände des rätselhaften Koltar, dessen Leben vom Genuss beherrscht wird, gerät. Nachdem diese Yacht in einem Sturm untergeht, wird Epoxy allein und unbekleidet an Land gespült. Dort findet sie sich plötzlich in einer Welt der griechischen Mythologie wieder. Sie gelangt in die Gewalt von Amazonen, wird von Herakles und Theseus befreit, dann aber von diesen alleine zurückgelassen. Aus der Gefangenschaft von Zentauren wird sie nach lebensbedrohlichen Verstrickungen freigelassen, aber im Anschluss von Zeus entführt. Von diesem im Stich gelassen wird Epoxy Gefangene des Argos, der von Hermes getötet wird. Dieser schenkt ihr einen Armreif und ermöglicht ihr einen Ausflug in die Unterwelt, wo man ihr die Rückkehr in die reale Welt gestattet.
Die schlafende Epoxy wird von Forschern gefunden, zu deren Basislager gebracht und versorgt. Bei einem überraschenden Vulkanausbruch folgt Epoxy, die noch den ihr von Hermes geschenkten Armreif trägt, ihrer inneren Stimme, die sie zu den Göttern ruft, und stürzt sich in einen Krater.

## Zeichner, Autor und Veröffentlichungen
Jean Van Hamme schrieb die 68 Seiten lange Geschichte für Paul Cuvelier, der einen Comic für Erwachsene zeichnen wollte. Die Figur benannten sie nach der Kurzbezeichnung des Kunstharzes Epoxidharz, da Van Hamme zu dieser Zeit beruflich damit zu tun hatte.
Der Comic wurde im April 1968 als Album veröffentlicht. Die von Eric Losfeld herausgegebene Geschichte erschien zunächst bichrom, Farbversionen entstanden erst 1997 (Kolorierung durch François Craenhals) und 2003. Im deutschsprachigen Raum wurde der Comic 1970 vom Verlag der Europäischen Bücherei H.M. Hieronimi veröffentlicht. Eine weitere Veröffentlichung erfolgte durch das Comicmagazin Pip, das Epoxy ab dem Heft 6/1971 bis zum Heft 6/1972 als Fortsetzungsgeschichte abdruckte. Das im Jahr 1987 vom niederländischen Verlag Blue Circle veröffentlichte Album war ein Nachdruck des Hieronimi-Albums von 1970. Eine deutschsprachige Farbversion wurde erst im Februar 2003 beim Verlag Schreiber & Leser veröffentlicht.

## Außenwahrnehmung und Einordnung
Epoxy war Teil einer Reihe von Werken, die nach dem Erfolg von Barbarella entstanden und die Pop-Art und die Sexuelle Revolution der 1960er Jahre aufgriffen und sich dabei betont avantgardistisch gaben. Gleichzeitig war Epoxy Van Hammes erstes Comicszenario. Andreas C. Knigge und Achim Schnurrer werten es als positiv, dass in Epoxy „die klassischen Mythen nicht völlig deformiert würden“. Laut Knigge handele es sich bei der Figur der Epoxy um „die fünfte und letzte große Comic-Heldin der Ära Losfeld“. Harald Havas zählt Epoxy zu den Comics, die „den Beginn des Zeitalters des Erwachsenen-Comics“ einläuteten.